# Cyrtodactylus thirakhupti
Cyrtodactylus thirakhupti este o specie de șopârle din genul Cyrtodactylus, familia Gekkonidae, ordinul Squamata, descrisă de Pauwels, Bauer, Sumontha și Chanhome în anul 2004. Conform Catalogue of Life specia Cyrtodactylus thirakhupti nu are subspecii cunoscute.